# Sabała

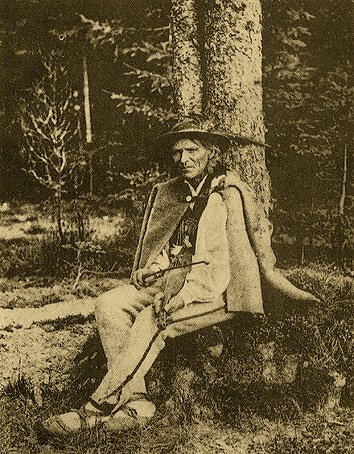
Sabała in der Tracht der Podhalanie. Er spielt die zum slawischen Streichinstrumententyp husle gehörende schlanke Fiedel złóbcoki.

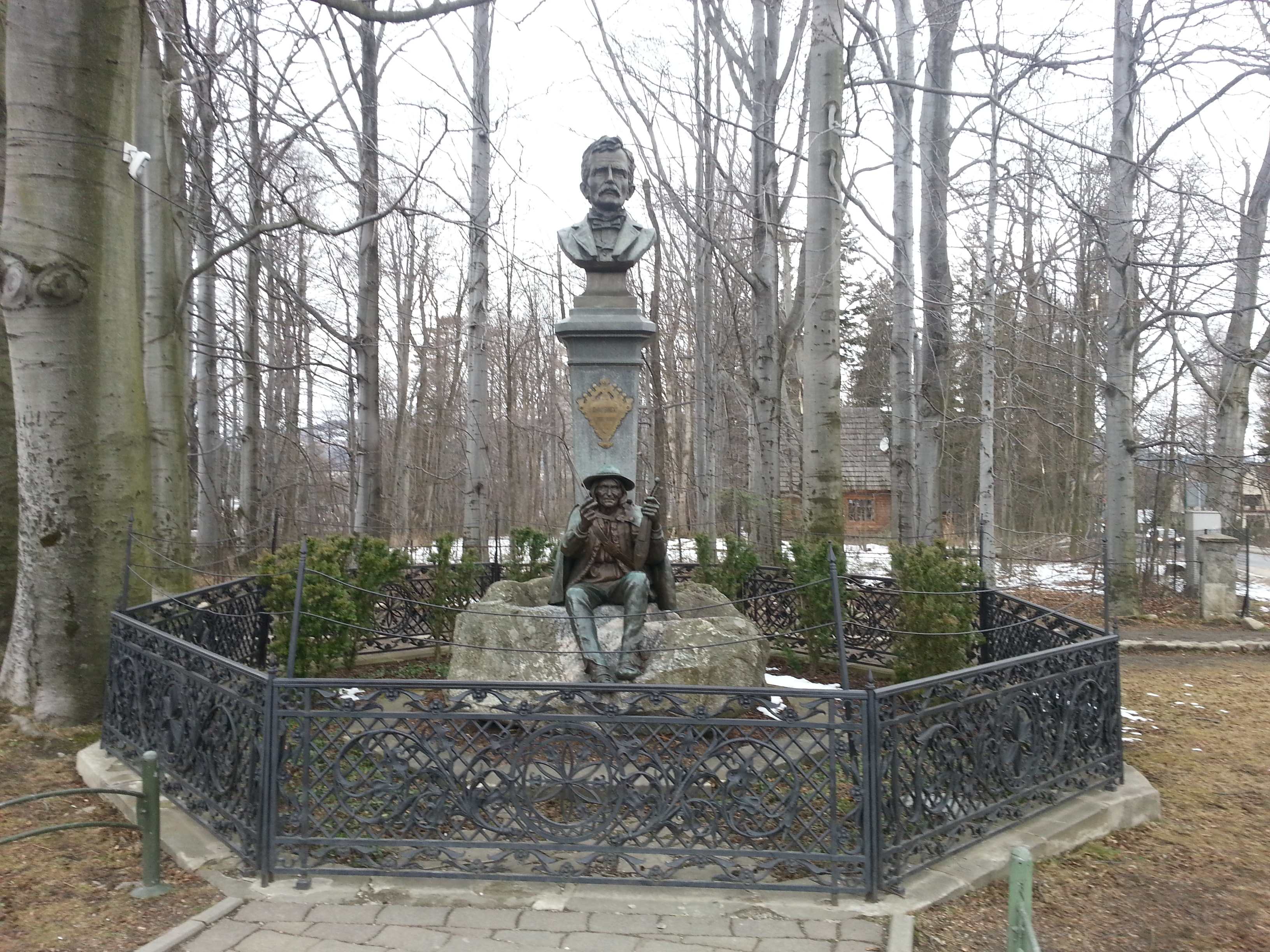
Denkmal Chałubińskis und Sabałas in Zakopane

Sabała oder Sabalik, eigentlich Jan Krzeptowski (* 26. August 1809  in Kościelisko; † 8. Dezember 1894 in Zakopane) war ein polnischer Musiker, Dichter, Bergsteiger und Bergführer in der Tatra, dessen Biografie legendäre Züge trägt. Nach seinem Tod wurde er zur Symbolfigur für die polnische Volksmusik.

## Leben
In seiner Jugend soll er Räuber, Wilderer und Aufständischer gewesen sein. Nach der Teilnahme am Chochołów-Aufstand (1846) saß er einige Zeit in habsburgerischer Haft. Er begleitete Tytus Chałubiński und Stanisław Witkiewicz auf ihren Bergtouren in die Hohe Tatra. Früh begann er Lieder im Stil der Folklore der Podhalanie über die Tatra zu dichten, die in seiner Zeit sehr populär waren. Witkiewicz nannte ihn den Homer der Tatra. Seine Musik hat viele polnische Komponisten, wie Ignacy Jan Paderewski, Karol Szymanowski, Stanisław Mierczyński, Adolf Chybiński oder Jan Kleczyński beeinflusst. Später wurde er selbst Gegenstand der Dichtung anderer mit dem Podhale verbundener Literaten, wie Henryk Sienkiewicz (Sabałowa bajka, 1884), Stanisław Witkiewicz (Na przełęczy, 1891), Kazimierz Przerwa-Tetmajer (Legenda Tatr, 1910), Władysław Orkan (Przez co Sabała omijał jarmark w Kieżmarku), Jalu Kurek (Księga Tatr, 1955) sowie Józef Kapeniak (Ród Gąsieniców, 1954).

## Gedenken
Sabała wurde auf dem Ehrenfriedhof in Zakopane bestattet. 1903 wurde in Zakopane für ihn und Tytus Chałubiński ein von Stanisław Witkiewicz entworfenes Denkmal aufgestellt. Sein als Sabała-Hütte bekanntes Geburtshaus ist denkmalgeschützt.